# Genetic Resources and Crop Evolution
Genetic Resources and Crop Evolution (ook GRACE) is een internationaal, aan collegiale toetsing onderworpen wetenschappelijk tijdschrift op het gebied van de landbouwkunde en plantkunde. De naam wordt in literatuurverwijzingen meestal afgekort tot Genet. Resour. Crop Evol. Het wordt uitgegeven door Springer Science+Business Media en verschijnt 6 keer per jaar.